# Lambrusco Mantovano
Il Lambrusco Mantovano è un vino DOC la cui produzione è consentita nella provincia di Mantova.

## Caratteristiche organolettiche
- colore: dal rosato al rosso rubino o granato di varia intensità
- odore: intenso
- sapore: sapido, fresco, armonico, asciutto o amabile, frizzante

## Storia
Il lambrusco mantovano è un prodotto DOC dal 1987 ma la tradizione vitivinicola nel mantovano è invece ben più remota. La coltivazione del vitigno nei territori mantovani è infatti documentata addirittura da Virgilio, ma furono i monaci benedettini nei territori dell'abbazia di Polirone a San Benedetto Po a dare impulso alla cosa, tramandando fino ai giorni nostri una consolidata tradizione.
Il lambrusco è solito ad essere bevuto nei mesi freddi e miscelato con i marobini (Maruben in Dialetto casalasco-viadanese).

## Abbinamenti consigliati
- salumi e formaggi in genere
- cotechino
- piatti tipici mantovani: in particolare l'amabile accompagna i tortelli di zucca
- Risotto alla pilota

## Produzione
Provincia, stagione, volume in ettolitri
- Mantova (1990/91) 13074,55
- Mantova (1991/92) 11100,79
- Mantova (1992/93) 17513,61
- Mantova (1993/94) 19582,61
- Mantova (1994/95) 20824,15
- Mantova (1995/96) 15267,6
- Mantova (1996/97) 18907,0